# Biancaneve/Cuore stanco
Biancaneve/Cuore stanco è un singolo della cantante italiana Nada, pubblicato dalla RCA Talent nel 1969.
Il lato A del disco ha partecipato a Un disco per l'estate 1969, anche se fu il lato B a riscuotere maggior successo.
Entrambe le canzoni sono contenute nell'album Nada del 1969.

## Tracce
Lato A
- Biancaneve (testo di Cesare De Natale; musica di Mario Vicari e Cesare De Natale) – 2:25

Lato B
- Cuore stanco (testo di Franco Migliacci; musica di Mauro Lusini e Piero Pintucci) – 2:54